# Museo Quinta de Herrera
El Museo Quinta de Herrera  es una división del Museo Histórico Nacional de Uruguay, se encuentra ubicado en el barrio Brazo Oriental de Montevideo, sobre la avenida Luis Alberto de Herrera.

## Historia
El edificio, obra de Juan Tosi, fue mandado a construir por  Antonio Cardoso, quien encargo al paisajista francés Charles Racine el diseño de un extenso jardín en los alrededores de la casa quinta. Finalmente, la casa de estilo cottage inglés sobre el entonces camino Larrañaga sería inaugurada en 1911. Años más tarde la casa quinta sería adquirida por el destacado líder del Partido Nacional y creador de la corriente herrerista Luis Alberto de Herrera, quien estuvo activo en la política uruguaya durante la mayor parte de la primera mitad del siglo XX hasta su muerte en 1959. Luego de su muerte, el inmueble sería donado al estado e integrado al Museo Histórico Nacional en 1966.